# 仙台ターミナルビル
仙台ターミナルビル株式会社（せんだいターミナルビル）は、宮城県仙台市青葉区に本社を置く企業である。
東日本旅客鉄道（JR東日本）の連結子会社。

## 概要
東北新幹線建設に伴う、新仙台駅高架下を活用した商業施設の建設・運営の主体を担う企業として、宮城県、仙台市、仙台商工会議所も出資者となる第三セクター方式で、1976年4月5日に資本金6億円で設立される。1978年3月18日にショッピング部門のエスパル（現：エスパル仙台）が300台収容の仙台駅屋上駐車場とともに開業した。エスパルが開業に至るまでは、当時の新宿ルミネが人的を含めた多大な営業支援を行った。
開業後、エスパルは堅調に売り上げを伸ばし、経営は安定軌道に乗った。そのような最中、仙台駅西口広場で最後まで残っていたエスパル前用地の活用方法が検討され、第二臨調の答申や国鉄再建監理委員会からの緊急提言を踏まえ、国鉄は高度利用の方法を検討した。その結果、ホテル建設の方針が固まりその建設および運営は仙台ターミナルビルがあたることに決定した。これを受け、1985年に仙台ターミナルビルは定款にホテル運営等に関する事業を加えたほか、ホテル建設費用に充当するため資本金を6億円から18億円に増資した。
こうして、仙台ターミナルビルはホテル建設に着手し、1988年7月11日にホテル部門の仙台ターミナルホテル（現：ホテルメトロポリタン仙台）が開業した。これはJR東日本グループの駅ビル（ショッピングセンター（SC））会社がホテルを併営する初の試みであった。
2001年度から始まったJR東日本グループにおける駅ビル事業再編成に基づき、仙台ターミナルビルは、2003年にショッピング事業本部内にエスパル仙台店のノウハウの活用するため、エリア事業推進部を設け、同年4月1日には福島駅ビル「福島ルミネ」を運営する福島ステーション開発を吸収合併した。さらに翌年4月1日には郡山駅ビル「サンシティ」を運営していた郡山ステーションビルを、続いて同年10月1日に山形駅ビル「メトロプラザ」および「ホテルメトロポリタン山形」を運営していた山形ターミナルビルを吸収合併し、それぞれ異なっていたSC部門の名称を「エスパル」に統一した。
仙台ターミナルビルの事業は大きく分けて、ショッピング部門とホテル部門の2部門から構成され、ショッピング施設であるS-PAL5店舗と、宿泊施設4店舗を管理・運営する。また2016年には初の農業事業として仙台市農業園芸センター(現：せんだい農業園芸センター)「収益性の高い農業推進拠点」の運営を開始し、各種農業研修の受け入れや、トマト狩り、果物狩りなどの収穫体験も手掛けている。

### ショッピング部門
- S-PAL仙台(本館・東館)
- S-PAL郡山
- S-PAL福島
- S-PAL山形
- S-PAL ll
- S-PALいわき

### ホテル部門
- ホテルメトロポリタン仙台
- ホテルメトロポリタン仙台イースト
- ホテルメトロポリタン山形
- JR東日本ホテルメッツ福島
- ホテルB4Tいわき

### オフィス部門
- JR仙台イーストゲートビル[9][10]

### 共同受託事業
- せんだい農業園芸センター(旧称：仙台市農業園芸センター)

## 沿革
- 1976年（昭和51年）4月5日 - 仙台ターミナルビル株式会社を設立。
- 1978年（昭和53年）3月18日 - ショッピング部門・エスパル（現在のエスパル仙台店）が営業開始。
- 1988年（昭和63年）
  - 4月1日 - 子会社「エスパルサービス株式会社」設立。
  - 7月11日 - ホテル部門・仙台ターミナルホテル（現在のホテルメトロポリタン仙台）が営業開始。
- 2000年（平成12年）11月28日 - モータウンカフェ仙台が営業開始。
- 2002年（平成14年）4月1日 - 「エスパルサービス株式会社」を吸収合併。
- 2003年（平成15年）4月1日 - 福島ルミネ（現在のエスパル福島店）運営会社の「福島ステーション開発株式会社」を吸収合併。
- 2004年（平成16年）
  - 4月1日 - 郡山サンシティ（現在のエスパル郡山店）運営会社の「郡山ステーションビル株式会社」を吸収合併[11]。
  - 10月1日 - メトロプラザ（現在のエスパル山形店）およびホテルメトロポリタン山形の運営会社である「山形ターミナルビル株式会社」を吸収合併[11]。
- 2006年（平成18年）
  - 2月20日 - ホテルメッツ福島（現・JR東日本ホテルメッツ福島）が開業。
- 2008年（平成20年）
  - 6月18日 - エスパルIIが仙台駅北口に開業。
- 2009年（平成21年）
  - 4月 - エスパル仙台でエスパルカードにポイント制を導入[4]。
- 2015年（平成27年）
  - 6月 - 日比谷花壇・日比谷アメニスと共に仙台市農業園芸センター(現：せんだい農業園芸センター)の運営受託が決定。
- 2016年（平成28年）
  - 3月18日 - エスパル仙台東館が開業。従来のエスパル仙台は、エスパル仙台本館を名乗ることになり、エスパルIIを含めて、仙台では3館体制となった。
  - 4月 - エスパル仙台南側の事務所に事業所内保育所を設置[12]。
- 2017年（平成29年）
  - 2月16日 - 4地区のエスパルすべてでJREポイントの取り扱いを開始[13]。
  - 6月19日 - ホテルメトロポリタン仙台イーストが開業。
- 2021年（令和3年）
  - 2月5日 - JR仙台イーストゲートビル開業。
  - 3月18日 - 仙台市若林区荒浜の集団移転跡地に整備した体験型観光農園「JRフルーツパーク仙台あらはま」が開園[14][15]。
- 2023年（令和5年）
  - 1月15日 - エスパルいわき、ホテルB4Tいわきが開業[16]。
- 2024年（令和6年）1月10日 - 簡易株式交換により東日本旅客鉄道の完全子会社となる。

## 関連事項
- メトロポリタンホテルズ
- 東日本旅客鉄道仙台支社